# Millerovo magické číslo
Millerovo číslo (někdy též magické číslo nebo Millerovo magické číslo) je termín odkazující na práci z oboru kognitivní psychologie, kterou napsal v roce 1956 George Armitage Miller z Harvardovy univerzity. Ta vycházela z experimentálních výzkumů německého filozofa a psychologa H. Ebbinghause z roku 1885. Článek se zaobírá rozsahem lidské krátkodobé paměti pro nezávislé diskrétní prvky a popisuje, že počet prvků, které člověk udrží v krátkodobé paměti, je 7±2 prvků.
Údaje lze sdružovat do tzv. „chunks“ (smysluplné jednotky), které následně tvoří v krátkodobé paměti jediný prvek. V případě použití dalších paměťových metod je toto číslo vyšší[zdroj?].